# حاج قريب (قلعة خواجة)
حاج قريب (بالفارسية: حاجی غریب) هي منطقة سكنية تقع في إيران في قسم قلعة خواجة الريفي.